# Monique van de Ven

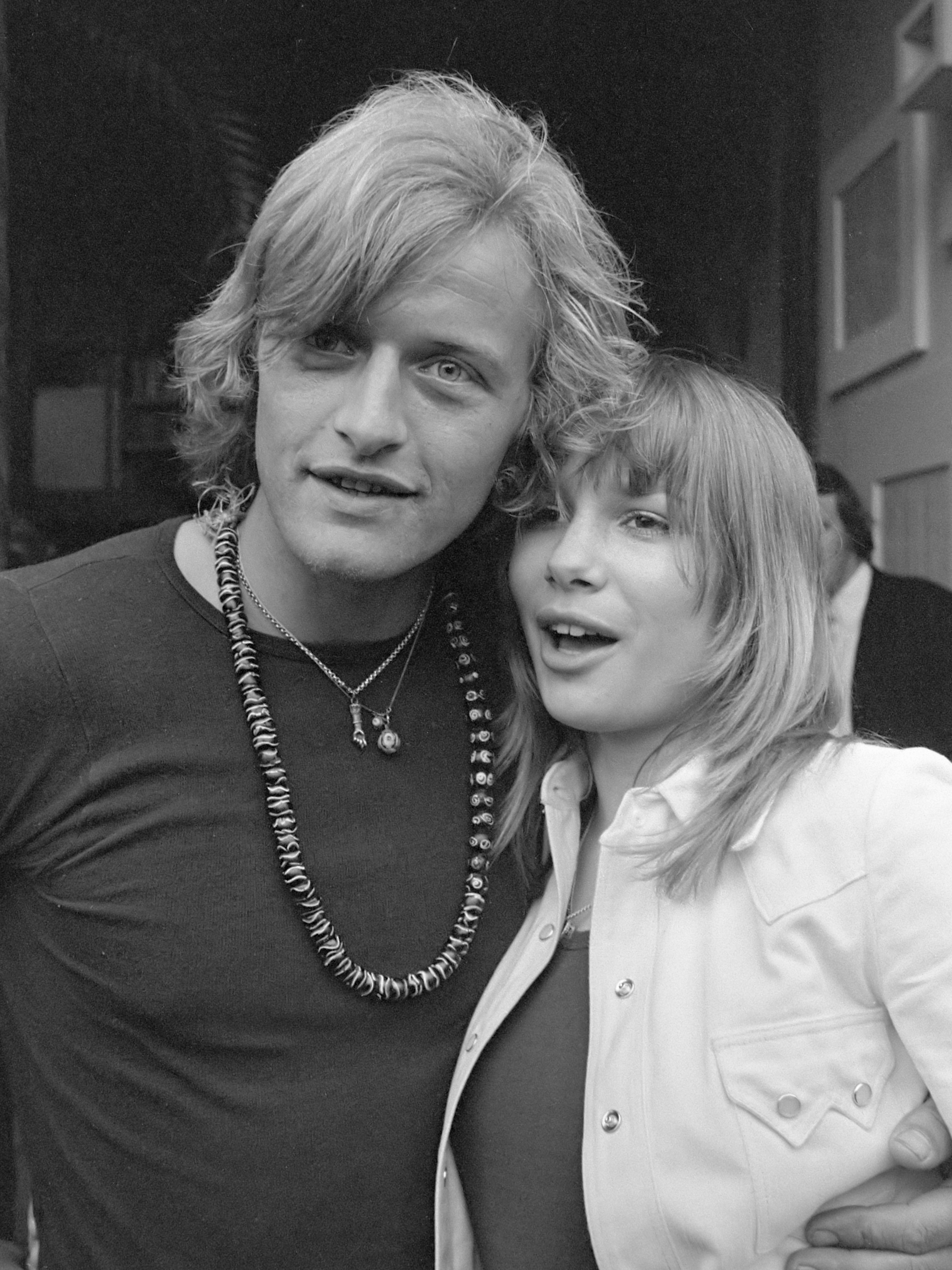
Rutger Hauer en Monique van de Ven (1972)

Monica Maria Theresia (Monique) van de Ven (Zeeland (Noord-Brabant), 28 juli 1952) is een Nederlandse actrice.

## Biografie
Van de Ven werd geboren in het Noord-Brabantse Zeeland en groeide op in Rijswijk. Haar vader overleed toen ze vijf jaar oud was. Na succesvolle pogingen om haar moeder op te vrolijken, besloot Van de Ven om actrice te worden. Ze volgde één jaar de Toneelschool in Maastricht en werd daar in 1972 vanaf geplukt voor haar filmdebuut in Turks fruit.
Van de Ven ontving drie keer een Gouden Kalf. In 1984 voor haar hele oeuvre, in 1990 voor Beste Actrice in de film Romeo en in 2018 het Gouden Kalf voor de Filmcultuur. In een interview uit 2010 vertelde ze dat het script en de opnamen van de film Romeo fysiek en mentaal zo veel van haar eisten, dat ze nadien, net zoals haar personage in de film, te kampen kreeg met post-partumdepressie. In 1999 werd ze uitgeroepen tot Nederlands actrice van de eeuw.
Met de verfilming van het boek Zomerhitte van Jan Wolkers maakt zij in het voorjaar van 2008 haar regiedebuut. Niettemin had ze in 1996 al een korte film geregisseerd, Mama's proefkonijn.
Op 30 januari 2012 begon televisiezender MAX met de televisieserie Dokter Deen, spelend op Vlieland waar het echtpaar De Vries-Van de Ven een huis bezit. Monique en haar man Edwin bedachten samen het idee om een serie naar aanleiding van de geschreven verhalen van deze dokter Deen, oud-huisarts op Vlieland, te maken. In april 2016 was ze gast bij De Kwis.
Behalve actrice en regisseuse is Van de Ven sinds 1996 ambassadeur voor UNICEF Nederland.

## Familie
Van de Vens grootvader Jos van de Ven was burgemeester van Zeeland.
Van de Ven was vijftien jaar getrouwd met cameraman Jan de Bont, met wie ze vanaf het midden van de jaren zeventig tot 1987 in Los Angeles woonde. Ze is daarna getrouwd met acteur/scenarioschrijver Edwin de Vries, die ze ontmoette bij de opnames voor Een Maand Later (1987). Samen hebben zij twee kinderen. De oudste, Nino, overleed op de zeer jonge leeftijd van 20 maanden aan een hersenvliesontsteking. De jongste, Sam, speelde in 2018 samen met zijn vader Edwin de Vries in het toneelstuk Westerborkserenade over de verzetsdaden van zijn opa, Rob de Vries, in de Tweede Wereldoorlog.

## Trivia
In juli/augustus 1981 poseerde Monique van de Ven, vlak voor de start van het voetbalseizoen 1981/82, in het toen gangbare thuistenue van Ajax (Amsterdam). In een van de grote landelijke kranten was een foto van haar te zien.